# 费城故事
《舊歡新寵：費城故事》（英語：The Philadelphia Story）是1940年導演喬治·丘克執導的經典脫線喜劇（screwball comedy）。改編自百老匯的舞台劇。由詹姆斯·史都華、凱瑟琳·赫本、卡萊·葛倫聯合主演。1956年被重拍為葛莉絲·凱莉、平·克勞斯貝、法蘭克·辛納屈主演的《上流社會》。
《舊歡新寵：費城故事》是有關三角戀愛、離婚又復合的喜劇電影，在1930至1940年代，這是非常典型且受歡迎的影劇題材。然而此片之所以在當代及後世都被認為是傑作主要原因，在於導演、編劇、3位男女主角、2位男女配角的整體表現傑出，劇中人物的心理、彼此之間的互動，刻劃得細膩且傳神。

## 中文片名
本片在上海與香港首映時其實都叫《舊歡新寵》，理當成為此片正式中文譯名，不過當年上海的報紙及各種廣告上，在此正式片名《舊歡新寵》四個大字之間又打上《費城故事》的小字當成副標題，以致後來使得本片片名變成《舊歡新寵：費城故事》。
本片在新加坡（首都大戲院）公映的片名為《菲城一女郎》。

## 得獎
《舊歡新寵：費城故事》在1941年一共得到奧斯卡金像獎的2個獎項：奧斯卡最佳男主角獎（詹姆斯·史都華）、奧斯卡最佳改編劇本獎（唐納德·奧登·史都華）；也獲得4項提名：奥斯卡最佳影片奖、奥斯卡最佳導演奖、奧斯卡最佳女主角獎、奥斯卡最佳女配角奖等。
《舊歡新寵：費城故事》在美國電影學會評選的百年百大電影系列，被評為AFI百年百大喜劇電影第15名、AFI百年百大電影第44名、AFI百年百大愛情電影第44名、以及AFI百年各類型電影十大佳片浪漫喜劇類第5名。

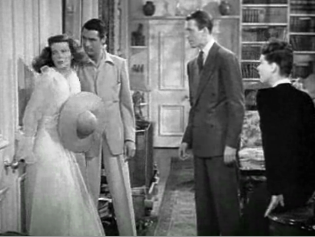
預告片

此片也因為它「文化上、歷史上、美學上」的重要價值，被選為美國國家電影保護局典藏。

## 外部連結
- 互联网电影数据库（IMDb）上《舊歡新寵：費城故事》的资料（英文）
- 《紐約時報》影評
- skyjude - movie legends
- 基於電影的Screensaver及Wallpaper